# Masahiko Tsugawa
Masahiko Tsugawa (津川 雅彦, Tsugawa Masahiko), de son vrai nom Masahiko Katō (加藤 雅彦, Katō Masahiko), né le 2 janvier 1940 à Kyoto et mort le 4 août 2018, est un acteur et un réalisateur japonais.

## Biographie
Masahiko Tsugawa nait dans l'arrondissement de Nakagyō-ku à Kyoto le 2 janvier 1940, il fait ses études à l'université Meiji.  Issu d’une famille illustre de cinéma, son grand-père Shōzō Makino — surnommé le « Père du cinéma japonais » — et son oncle Masahiro Makino sont réalisateurs, tandis que ses parents Kunitarō Sawamura (en) et Tomoko Makino (ja) sont tous les deux acteurs. Son frère Hiroyuki Nagato est également acteur. Il s'est marié à la chanteuse et actrice Yukiji Asaoka.
Il apparaît pour la première fois à l'écran dès la plus tendre enfance dans le film Kitsune no kureta akanbō (狐の呉れた赤ん坊) de Santarō Marune (ja) en 1945. Sa carrière décolle véritablement après son interprétation dans Passions juvéniles (狂った果実, Kurutta kajitsu, 1956) de Kō Nakahira aux côtés de Yūjirō Ishihara.
Masahiko Tsugawa réalise trois film de 2005 à 2008 sous le nom de Masahiko Makino.
Il meurt le 4 août 2018 à l'âge de 78 ans des suites d'une crise cardiaque.

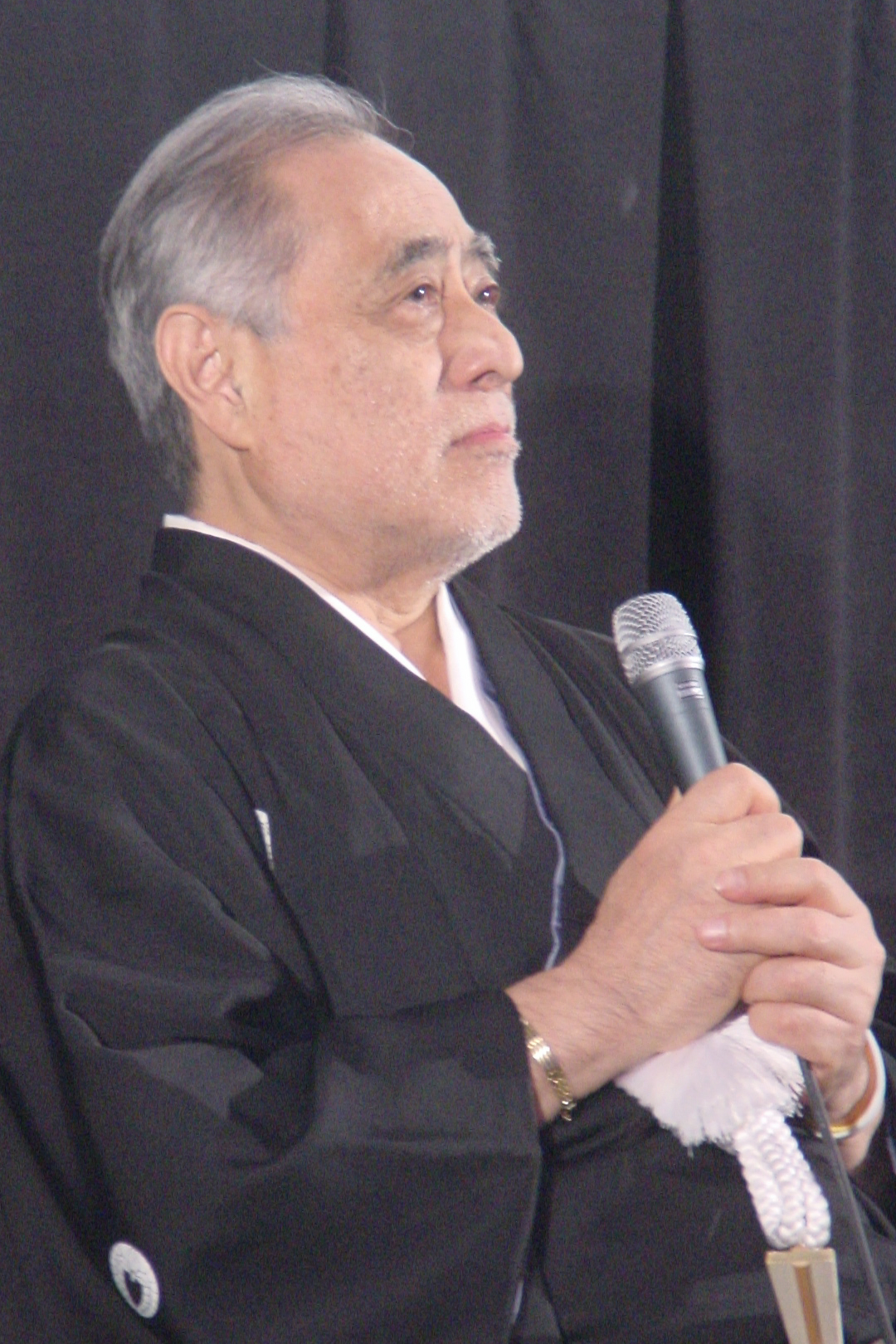
Masahiko Tsugawa en 2005.

## Filmographie partielle

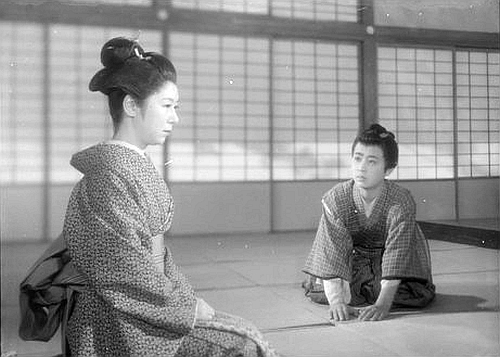
Kinuyo Tanaka et Masahiko Tsugawa dans Le Trône du maître de nô (1953).

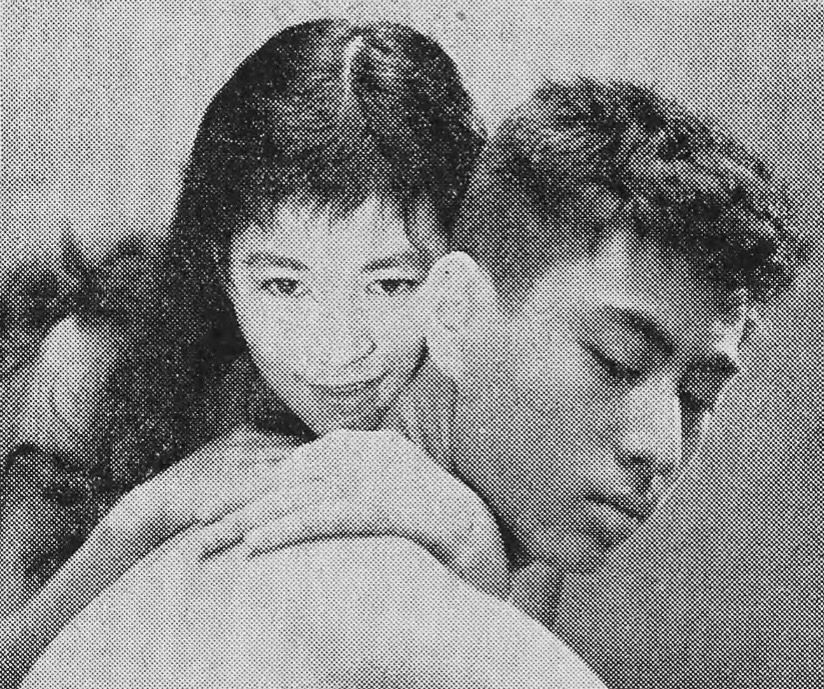
Mie Kitahara et Masahiko Tsugawa dans Passions juvéniles (1956).

### Acteur
- 1945 : Kitsune no kureta akanbō (狐の呉れた赤ん坊?) de Santarō Marune (ja)
- 1953 : Le Trône du maître de nô (獅子の座, Shishi no za?) de Daisuke Itō : Ishinosuke Hōshō
- 1954 : L'Intendant Sansho (山椒大夫, Sanshō dayū?) de Kenji Mizoguchi : Zushio enfant
- 1956 : Passions juvéniles (狂った果実, Kurutta kajitsu?) de Kō Nakahira : Haruji Takishima
- 1957 : Une femme indomptable (あらくれ, Arakure?) de Mikio Naruse
- 1960 : L'Enterrement du soleil (太陽の墓場, Taiyō no hakaba?) de Nagisa Ōshima : Shin, le chef du gang
- 1960 : Nuit et brouillard au Japon (日本の夜と霧, Nihon no yoru to kiri?) de Nagisa Ōshima : Ōta
- 1961 : La Fin d'une douce nuit (甘い夜の果て, Amai yoru no hate?) de Yoshishige Yoshida : Jiro Tezuka
- 1963 : Conte des chrysanthèmes tardifs (残菊物語, Zangiku monogatari?) de Hideo Ōba
- 1969 : Mon amour de Cuba (キューバの恋人, Kyūba no koibito?) de Kazuo Kuroki : Akira
- 1973 : C'est dur d'être un homme : Mon Torajirô à moi (男はつらいよ 私の寅さん, Otoko wa tsurai yo: Watashi no tora-san?) de Yōji Yamada : le galeriste
- 1976 : Shunkinshō (春琴抄?) de Katsumi Nishikawa
- 1981 : Manon (マノン, Manon?) de Yōichi Higashi
- 1984 : Tengoku no eki (天国の駅?) de Masanobu Deme : Kōji Fukumi
- 1984 : Osōshiki (お葬式?) de Jūzō Itami : Kimura
- 1985 : Tampopo (タンポポ, Tanpopo?) de Jūzō Itami
- 1985 : Hitohira no yuki (ひとひらの雪?) de Kichitarō Negishi
- 1987 : Yogisha (夜汽車?) de Kōsaku Yamashita
- 1987 : L'Inspectrice des impôts (マルサの女, Marusa no onna?) de Jūzō Itami : Hanamura
- 1987 : Wakarenu riyū (別れぬ理由?) de Yasuo Furuhata
- 1988 : L'Inspectrice des impôts 2 (マルサの女2, Marusa no onna II?) de Jūzō Itami
- 1990 : Ten to chi to (天と地と, Ten to chi to?) de Haruki Kadokawa
- 1992 : Minbo ou l'art subtil de l'extorsion (ミンボーの女, Minbō no onna?) de Jūzō Itami
- 1992 : Histoire singulière à l'est du fleuve (濹東綺譚, Bokutō kidan?) de Kaneto Shindō : Kafū Nagai
- 1993 : Le Grand Malade (大病人, Daibyōnin?) de Jūzō Itami
- 1994 : Shūdan sasen (集団左遷?) de Shun'ichi Kajima (en)
- 1994 : Histoire de fantômes à Yotsuya (忠臣蔵外伝 四谷怪談, Chūshingura gaiden yotsuya kaidan?) de Kinji Fukasaku
- 1995 : Le Testament du soir (午後の遺言状, Gogo no Yuigon-jō?) de Kaneto Shindō : Saburo Morimoto
- 1998 : Kizuna (絆?) de Kichitarō Negishi
- 1998 : Puraido: Unmei no toki (プライド 運命の瞬間?) de Shun’ya Itō
- 1999 : La Maison des geishas (おもちゃ, Omocha?) de Kinji Fukasaku : Yoshikawa
- 1999 : Salaryman Kintarō (サラリーマン金太郎, Sararīman Kintarō?) de Takashi Miike : Ryunosuke Yamato
- 2001 : Murudeka 17805 (ムルデカ17805?) de Yukio Fuji
- 2001 : Red Shadow (RED SHADOW 赤影, Reddo shadō akakage?) de Hiroyuki Nakano
- 2001 : Godzilla, Mothra and King Ghidorah: Giant Monsters All-Out Attack (ゴジラ・モスラ・キングギドラ 大怪獣総攻撃, Gojira, Mosura, Kingu Gidora: Daikaijū sōkōgeki?) de Shūsuke Kaneko : secrétaire du chef de cabinet
- 2003 : The Man in White (許されざる者, Yurusarezaru mono?) de Takashi Miike
- 2003 : Battle Royale 2: Requiem (バトル・ロワイアルＩＩ 【鎮魂歌】, Batoru rowaiaru II: Rekuiemu?) de Kinji Fukasaku et Kenta Fukasaku : le Premier ministre du Japon
- 2006 : Death Note (デスノート, Desu nōto?) de Shūsuke Kaneko : Saeki, le chef de la Police
- 2006 : The Uchōten Hotel (THE 有頂天ホテル, The uchōten hoteru?) de Kōki Mitani : Kenji Bandō
- 2010 : Postcard (一枚のハガキ, Ichimai no hagaki?) de Kaneto Shindō
- 2014 : 0,5 mm (0.5ミリ, 0.5 miri?) de Momoko Andō : le professeur Makabe

### Réalisateur
- 2005 : Nezu no ban (寝ずの番?)
- 2008 : Jirōchō sangokushi (次郎長三国志?)
- 2008 : Asahiyama dōbutsuen monogatari: Pengin ga sora o tobu (旭山動物園物語 ペンギンが空をとぶ?)

## Doublage
- 2015 : Le Garçon et la Bête (バケモノの子, Bakemono no ko?) de Mamoru Hosoda : Sōshi (voix)

## Distinctions
Sauf indication contraire, les informations mentionnées dans cette section peuvent être confirmées par la base de données cinématographiques IMDb,  présente dans la section « Liens externes ».

### Décorations
- 2006 : récipiendaire de la médaille au ruban pourpre
- 2014 : récipiendaire de l'ordre du Soleil levant de quatrième classe

### Récompenses
- 1982 : Blue Ribbon Award du meilleur acteur dans un second rôle pour Manon
- 1987 : Hōchi Film Award du meilleur acteur dans un second rôle pour L'Inspectrice des impôts et Wakarenu riyū
- 1988 : prix du meilleur acteur dans un second rôle pour L'Inspectrice des impôts et Yoru kisha à la Japan Academy Prize[3]
- 1988 : prix Kinema Junpō du meilleur acteur dans un second rôle pour L'Inspectrice des impôts et Wakarenu riyū[4]
- 1994 : Nikkan Sports Film Award du meilleur acteur dans un second rôle pour Histoire de fantômes à Yotsuya

### Nominations
- Japan Academy Prize :
  - 1986 : prix du meilleur acteur dans un second rôle pour Hitohira no yuki[5]
  - 1988 : prix du meilleur acteur pour Wakarenu riyū[3]
  - 1993 : prix du meilleur acteur pour Histoire singulière à l’est du fleuve[6]
  - 1995 : prix du meilleur acteur dans un second rôle pour Shūdan sasen[7]
  - 1999 : prix du meilleur acteur pour Puraido: Unmei no toki[8]